# Nalmefen

Nalmefen

Nalmefen (systematický název 17-cyklopropylmethyl-4,5α-epoxy-6-methylidenmorfinan-3,14-diol) je modulátor opioidního systému, který působí antagonisticky na opioidní receptory µ, δ, parciálně agonisticky na receptory κ. Nalmefen se liší od strukturně podobného naltrexonu substitucí ketonové skupiny na 6. pozici naltrexonu methylenovou skupinou (CH2), což podstatně zvyšuje afinitu k µ-opiodnímu receptoru. Proti naltrexonu má nalmefen delší biologický poločas, vyšší biodostupnost při perorálním podání a nebyla u něj pozorována hepatotoxicita závislá na dávce. Nalmefen podléhá extenzivnímu, rychlému metabolismu v játrech prostřednictvím glukuronidové konjugace. Byl syntetizován kolem roku 1970.
Používá se podle potřeby při léčbě závislosti na alkoholu, pro snížení spotřeby alkoholu. Účinkem je podobný naltrexonu, který se však používá jako dlouhodobá podpůrná léčba v abstinenci. Podobně jako další příbuzné látky může vyvolat akutní příznaky z vysazení u pacientů závislých na opioidech nebo méně často po chirurgickém zákroku, při němž byla použita silná opioidní analgetika.
Firma H. Lundbeck A/S získala licenci na nalmefen od Biotie Therapies, provedla klinické studie , a získala registraci přípravku v EU pro indikaci snížení spotřeby alkoholu u dospělých pacientů se závislostí na alkoholu, kteří mají vysoké riziko pití.